# Rušinov
Rušinov (en allemand : Ruschinow) est une commune du district de Havlíčkův Brod, dans la région de Vysočina, en République tchèque. Sa population s'élevait à 178 habitants en 2020.

## Géographie
Havlíčkův Brod se trouve à 9 km au nord-est de Havlíčkův Brod, à 45 km au nord de Jihlava et à 98 km au sud-est de Prague.
La commune est limitée par Seč au nord, par Horní Bradlo au nord-est, par Libice nad Doubravou au sud-est, par Maleč au sud, et par Čečkovice et Jeřišno à l'ouest, et par Klokočov au nord-ouest.

## Histoire
La première mention écrite du village date de 1406. Il se trouve dans la région historique de Bohême.

## Administration
La commune se compose de deux quartiers :
- Hostětínky
- Modletín
- Rušinov
- Vratkov